# Resurrezione (miniserie televisiva 2001)
Resurrezione è una miniserie televisiva in due parti diretta dai fratelli Taviani, realizzata nel 2001.
È stata trasmessa da Rai 1 il 14 e 15 gennaio 2002 in prima serata, dopo essere stato trasmessa in Francia dal canale pubblico France 2 nel dicembre 2001.
Costata 11 miliardi e 400 milioni di lire, la miniserie è stata realizzato grazie ad una coproduzione italo-franco-tedesca.

## Trama
Alla fine del XIX secolo, il principe Dimitri Nechljudov vive la spensierata vita del proprio ceto, senza interrogarsi sulle ingiustizie del suo tempo. Nominato giurato in un processo per il furto e l'omicidio di un ricco mercante, riconosce in una degli imputati Katjusa Maslova, una ex-protetta delle sue zie, da lui cinicamente sedotta e abbandonata in gioventù: la ragazza, rimasta incinta, era stata scacciata dalle sue benefattrici e, perso il bambino appena nato, dopo aver inutilmente tentato di trovare un lavoro, si era data alla prostituzione, finendo ulteriormente abbruttita dall'abuso di alcol e fumo. Fin dall'inizio appare chiaro che i veri colpevoli del furto e dell'omicidio sono gli altri due imputati, la cameriera e il portiere dell'albergo in cui risiedeva il mercante, e che la Maslova è stata coinvolta nel fatto per essere poi usata come capro espiatorio. La giuria si accorda quindi per un verdetto di condanna dei due e di assoluzione per la Maslova, ma nella sentenza dimenticano di inserire una frase fondamentale: la Maslova viene quindi condannata ad alcuni anni di lavori forzati.
Dimitri, sentendosi l'unico responsabile della sorte toccata a Katjusa (ritiene infatti di averla spinta alla depravazione con quel suo atto di tanti anni prima), decide di battersi per lei: contro il parere degli amici e della sorella (e con la disapprovazione della buona società), lascia la ricca fidanzata, liquida le sue proprietà a San Pietroburgo (fallisce invece un suo tentativo di donare i propri latifondi ai contadini che li coltivano), e assume il miglior avvocato per chiedere in appello di annullare la sentenza. Inoltre, riallacciati i rapporti con Katjusa in carcere, le propone di sposarlo: lei per il momento rifiuta, perché ritiene che la proposta sia dettata più dalla pietà che dall'amore, ma appare chiaro che prova ancora qualcosa per il principe. L'appello non ottiene risultati, e Katjusa deve quindi partire per la Siberia: Dimitri sceglie di seguirla fin lì, viaggiando sullo stesso treno. Qui però Katjusa incontra Simonson, un detenuto politico, verso il quale inizia a provare dei sentimenti. Alla fine del viaggio, entrambi i protagonisti sperimenteranno una personale "resurrezione": lei scegliendo infine l'amore di Simonson, lui attraverso la fede, che lo aiuterà ad accorgersi delle ingiustizie del mondo e a cambiare se stesso per battersi contro di esse.